# Агнеса од Куртенеа
Агнеса од Куртенеа (око 1136 - око 1184) је била ћерка Жосцелина II од Куртенеа и мајка Балдуина IV Јерусалимског и Сибиле Јерусалимске.

## Биографија
Агнеса је ћерка Жосцелина II, последњег грофа Едесе. Њен први муж, Рене од Мараша, погинуо је 1149. године у бици код Инаба заједно са Ремоном од Поатјеа. Након тога, Агнеса се удаје за Амалрика I, брата јерусалимског краља Балдуина III. Амалрик преузима престо након Балдуинове смрти те Агнеса постаје краљица Јерусалима. На тој позицији се није дуго задржала јер су крсташки барони поставили Амалрику услов да отера Агнесу ако жели да преузме круну. Амалрик пристаје. Агнеса му је родила сина Балдуина IV и ћерку Сибилу. Агнеса се поново удаје за Ига од Ибелина, а потом за Ренеа од Сидона (четврти брак). Балдуин IV преузима престо након очеве смрти, а Агнеса врши јак утицај на њега на почетку владавине. Своју ћерку Сибилу удаје за свога љубавника (касније јерусалимског краља) Амалрика II, брата Гаја Лизињана. Гај добија титулу грофа Јафе и Аскалона. Своме брату Жосцелину III обезбедила је Акру након његовог изласка из заробљеништва 1180. године, а Хераклију је помогла да се домогне титуле јерусалимског патријарха. Умрла је око 1184. године.

## Породично стабло
|  |                           |  |  |  |  |  |  |  |  |  |  |  |  |  |  |  |
|  | 4. Жосцелин I од Куртенеа |  |  |  |  |  |  |  |  |  |  |  |  |  |  |  |
|  |                           |  |  |  |  |  |  |  |  |  |  |  |  |  |  |  |
|  |                           |  |  |  |  |  |  |  |  |  |  |  |  |  |  |  |
|  | 2. Жосцелин II од Едесе   |  |  |  |  |  |  |  |  |  |  |  |  |  |  |  |
|  |                           |  |  |  |  |  |  |  |  |  |  |  |  |  |  |  |
|  |                           |  |  |  |  |  |  |  |  |  |  |  |  |  |  |  |
|  | 1. Агнеса од Куртенеа     |  |  |  |  |  |  |  |  |  |  |  |  |  |  |  |
|  |                           |  |  |  |  |  |  |  |  |  |  |  |  |  |  |  |
|  |                           |  |  |  |  |  |  |  |  |  |  |  |  |  |  |  |
|  | 3. Béatrice de Saône      |  |  |  |  |  |  |  |  |  |  |  |  |  |  |  |
|  |                           |  |  |  |  |  |  |  |  |  |  |  |  |  |  |  |
|  |                           |  |  |  |  |  |  |  |  |  |  |  |  |  |  |  |